# Assé-le-Boisne
Assé-le-Boisne és un municipi francès situat al departament del Sarthe i a la regió de País del Loira. L'any 2007 tenia 877 habitants.

## Demografia

### Població
El 2007 la població de fet d'Assé-le-Boisne era de 877 persones. Hi havia 346 famílies de les quals 82 eren unipersonals (43 homes vivint sols i 39 dones vivint soles), 106 parelles sense fills, 126 parelles amb fills i 32 famílies monoparentals amb fills.
La població ha evolucionat segons el següent gràfic:
Habitants censats

### Habitatges
El 2007 hi havia 429 habitatges, 353 eren l'habitatge principal de la família, 47 eren segones residències i 30 estaven desocupats. 420 eren cases i 9 eren apartaments. Dels 353 habitatges principals, 274 estaven ocupats pels seus propietaris, 71 estaven llogats i ocupats pels llogaters i 8 estaven cedits a títol gratuït; 1 tenia una cambra, 29 en tenien dues, 58 en tenien tres, 124 en tenien quatre i 141 en tenien cinc o més. 293 habitatges disposaven pel capbaix d'una plaça de pàrquing. A 170 habitatges hi havia un automòbil i a 167 n'hi havia dos o més.

### Piràmide de població
La piràmide de població per edats i sexe el 2009 era:
| Homes | Edats   | Dones |
| ----- | ------- | ----- |
| 0     | 95 o +  | 0     |
| 0     | 90 a 94 | 0     |
| 4     | 85 a 89 | 12    |
| 4     | 80 a 84 | 8     |
| 12    | 75 a 79 | 16    |
| 16    | 70 a 74 | 8     |
| 20    | 65 a 69 | 24    |
| 36    | 60 a 64 | 36    |
| 16    | 55 a 59 | 20    |
| 20    | 50 a 54 | 16    |
| 28    | 45 a 49 | 32    |
| 40    | 40 a 44 | 28    |
| 20    | 35 a 39 | 32    |
| 32    | 30 a 34 | 32    |
| 24    | 25 a 29 | 28    |
| 16    | 20 a 24 | 12    |
| 24    | 15 a 19 | 16    |
| 24    | 10 a 14 | 16    |
| 28    | 5 a 9   | 12    |
| 16    | 0 a 4   | 16    |

## Economia
El 2007 la població en edat de treballar era de 520 persones, 396 eren actives i 124 eren inactives. De les 396 persones actives 365 estaven ocupades (196 homes i 169 dones) i 32 estaven aturades (15 homes i 17 dones). De les 124 persones inactives 60 estaven jubilades, 32 estaven estudiant i 32 estaven classificades com a «altres inactius».

### Ingressos
El 2009 a Assé-le-Boisne hi havia 360 unitats fiscals que integraven 900 persones, la mediana anual d'ingressos fiscals per persona era de 15.958 €.

### Activitats econòmiques
Dels 18 establiments que hi havia el 2007, 1 era d'una empresa alimentària, 3 d'empreses de construcció, 5 d'empreses de comerç i reparació d'automòbils, 1 d'una empresa d'informació i comunicació, 3 d'empreses immobiliàries, 2 d'empreses de serveis i 3 d'empreses classificades com a «altres activitats de serveis».
Dels 4 establiments de servei als particulars que hi havia el 2009, 1 era un taller de reparació d'automòbils i de material agrícola, 2 fusteries i 1 agència immobiliària.
Dels 3 establiments comercials que hi havia el 2009, 1 era un supermercat, 1 una fleca i 1 una botiga d'equipament de la llar.
L'any 2000 a Assé-le-Boisne hi havia 44 explotacions agrícoles que ocupaven un total de 2.580 hectàrees.

## Equipaments sanitaris i escolars
El 2009 hi havia una escola elemental integrada dins d'un grup escolar amb les comunes properes formant una escola dispersa. Assé-le-Boisne disposava d'un col·legi d'educació secundària amb 59 alumnes.

## Poblacions més properes
El següent diagrama mostra les poblacions més properes.